# Dóka Imre
Dóka Imre (? – ).

## Szakmai pályafutása
Első gyakorló munkahelye 1961-től 1964-ig a Budapesti Vlll. kerületi Tanács VB. Házkezelési Igazgatósága volt, ahol építész-tervezői, műszaki ellenőr és végül építőipari radiológus-statikusi posztot töltött be. 1962-ben radiológusi szakképesítést szerzett. 1964-től a MALÉV Ferihegyi Repülőtér fejlesztési és beruházási osztályán, ezt követően a Budapesti XVIII. Kerületi Tanács VB. Építési és Közlekedési Osztályának osztályvezető főmérnöke volt. Innen visszahelyezéssel a MALÉV, majd a Légiforgalmi és Repülőtéri Igazgatóság Műszaki-, majd Építészeti és Üzemeltetési osztályvezetői, végül Repülőtéri főépítészi kinevezést kapott. 1991-ben nyugdíjba vonult.